# Katarina Bengtsdotter Gylta
Katarina Bengtsdotter Gylta, officiellt latinskt namn Catharina Benedicta; född omkring 1520, död 3 juni 1593, var en svensk nunna, abbedissa i Vadstena kloster två gånger: 1553-64 och 1565-93. Hon var den näst sista abbedissan i Sverige och i Vadstena efter reformationen och före 1900-talet, och spelade en viss roll under Johan III:s uppmjukningspolitik gentemot katolicismen. 

## Biografi
Barn av riksrådet och adelsman Benkt Pedersson Gylta (död 1520) och Brita Bengtsdotter Lillie (död 1560), syster till Bengt Gylta (1514-1574) och Jöran Gylta, sondotter till Peder Bengtsson Gylta, sonsondotter till Bengt Gylta.
Katarina Bengtsdotter Gylta tillhörde en släkt med täta förbindelser med Vadstena kloster. Hennes faster och farfar blev båda medlemmar i klostret. Hon ska ha behärskat latin lika bra som svenska. Hon valdes till abbedissa som efterträdare till Margareta Nilsdotter 1551/53, och innehade det till sin död år 1593, med undantag för ett avbrott 1564–65, då Ingegerd Larsdotter var abbedissa. År 1555 stängdes slutligen den manliga delen av klostret och de sista munkarna tvingades ge sig av. 1567 plundrades och brändes klostret av danskar under nordiska sjuårskriget. Klostret mottog vid denna tid fortfarande donationer, så som av drottning Karin Månsdotter och Jöran Persson under Erik XIV:s sjukdom. År 1568 fanns det enligt uppgift 18 nunnor i klostret.  
Under Johan IIIs katolskvänliga politik upprätthöll Katarina goda relationer med monarken och Katarina Jagellonica. Det omtalas hur hon brukade samtala med kungen under promenader i klosterträdgården. År 1575 fick klostret under hennes ledning tillåtelse att ta emot nya medlemmar igen. Hennes brev till påven från år 1580 finns fortfarande bevarat. Hon uttrycker i det sin oro över att det då endast fanns två kloster kvar i Sverige, och att Vadstena endast hade två katolska präster kvar; tre år senare fanns endast en kvar. 1580 visiterade påvens utsände Antonio Possevino klostret, som då fick reformeras enligt katolska kyrkans nya bestämmelser, och Gylta avlade då tillsammans med sin priorinna den tridentiska eden från 1564. År 1587 tog hon emot besök av monarken och tronföljaren, varvid den första högtidliga katolska mässan sedan reformationen firade. År 1592 inrättades en katolsk prästskola av Anders Magnusson.
Hon avled, som det sades, full av sina bekymmer över klostrets framtid, och efterträddes av Katarina Olofsdotter. Katarina var den näst sista abbedissan i Vadstena och i Sverige före upplösningen av samtliga kloster i Sverige 1595. Hon var dessutom den abbedissa som längst haft ämbetet i Vadstenas historia, 42 år, då ingen före haft det längre än 25 år.